# Ibō Takahashi
Ibō Takahashi (高橋伊望?, Takahashi Ibō; Prefettura di Fukushima, 20 aprile 1888 – 18 marzo 1947) è stato un ammiraglio giapponese, attivo durante la seconda guerra mondiale.
Arruolatosi nella marina imperiale giapponese nel 1908, si specializzò in artiglieria navale nel 1914 e nel 1919, dopo alcuni anni di impegnato studio, completò la formazione avanzata presso il Collegio navale. Al principio degli anni venti fu direttore del tiro su due corazzate, quindi, con il grado di capitano di corvetta, fu destinato al Comando costruzioni navali e a un incarico burocratico nel Ministero della marina. Tra 1923 e 1925 fu all'estero, nel Regno Unito, e tra 1927 e 1929 tornò a lavorare nel Comando costruzioni, affiancando anche ruoli presso il 1º Distretto navale di Yokosuka. Nel 1930, capitano di vascello, presenziò alla conferenza navale di Londra e nella prima metà degli anni trenta comandò l'incrociatore pesante Atago e la nave da battaglia Kirishima. Nel 1935 divenne contrammiraglio e per due anni ricoprì la direzione di un Ufficio dello stato maggiore generale della marina; dal 1937 al 1939 fu il capo di stato maggiore della Flotta Combinata e, in tale posizione, poté far valere le sue opinioni circa la necessità di espandersi verso sud per appropriarsi delle ricche colonie europee.
All'inizio del 1941 divenne viceammiraglio e in aprile gli fu affidata la 3ª Flotta. Egli la guidò con perizia durante la prima parte della campagna delle Filippine e poi nella complessa campagna delle Indie orientali olandesi: tra il 27 e il 28 febbraio fu artefice delle vittorie nella prima e seconda battaglia del Mare di Giava, quindi eseguì lo sbarco sull'isola omonima. Dall'aprile 1942 fu comandante della neocostituita Flotta dell'Area sudoccidentale, poi a settembre fu rimpatriato e divenne comandante del distretto navale di Kure. Non ebbe più parte attiva nella guerra e a fine 1944 rassegnò le dimissioni dalla marina. Dopo la fine del conflitto si ritirò a vita privata e morì poco dopo, nel 1947.

## Biografia

### Inizi e formazione
Ibō Takahashi nacque il 20 aprile 1888 nella prefettura di Fukushima. In giovane età s'iscrisse all'Accademia navale di Etajima: studiò nella 36ª classe e si diplomò il 21 novembre 1908, decimo su 191 allievi; ottenne il brevetto di aspirante guardiamarina e fu imbarcato sull'incrociatore corazzato Soya, poi dal 2 agosto 1909 passò all'incrociatore protetto Suma. Divenuto guardiamarina il 15 gennaio 1910, fu trasferito a bordo dell'incrociatore corazzato Asama il 5 maggio. Dopo una decina di mesi di servizio in mare, tornò a terra e il 20 aprile 1911 iniziò a seguire il Corso base alla Scuola di artiglieria navale; dal 4 agosto attese al Corso base della Scuola siluristi. Il 1º dicembre 1911 fu promosso sottotenente di vascello e il 20 del mese fu assegnato alla torpediniera Nenohi. Quasi un anno dopo, il 1º dicembre 1912, passò sulla nave da battaglia Shikishima, e un altro anno più tardi cominciò a seguire il Corso B presso il Collegio navale, l'istituzione della marina imperiale giapponese preposta a formare competenti ufficiali di stato maggiore. Completato con successo il corso, passò il 27 maggio 1914 a quello avanzato in artiglieria navale, che terminò alla fine dell'anno. Il 1º dicembre ebbe la promozione a tenente di vascello e fu imbarcato sull'incrociatore Tone; il 10 gennaio 1916 fu quindi trasferito alla nave da battaglia Fuso. Il 1º dicembre di quell'anno tornò a terra e fu destinato al 1º Distretto navale con quartier generale a Yokosuka, dove fece parte dello stato maggiore in qualità di aiutante. Un anno esatto più tardi intraprese il Corso A presso il Collegio navale, impegno durato per quasi due anni: il 1º dicembre 1919 fu assegnato allo stato maggiore della 2º Squadriglia cacciatorpediniere.

### Gli anni venti e trenta
In virtù del suo addestramento in artiglieria Takahashi divenne, in via provvisoria, direttore del tiro sulla corazzata di preda bellica russa Iwami  il 12 agosto 1920: il posto gli fu confermato il 1º dicembre, data alla quale fu inoltre portato al rango di capitano di corvetta. Il 1º luglio 1921 riprese un incarico logistico nel Comando costruzioni navali, precisamente nello stato maggiore dell'Ufficio B1; il 1º maggio 1923 affiancò a questo un ruolo nello stato maggiore dell'Ufficio approvvigionamenti, dipendente dal Ministero della marina (sezione 1 dell'Ufficio B1). Poco dopo, il 23 agosto, lasciò entrambi gli incarichi e fu nominato ispettore dell'artiglieria: al contempo la marina imperiale ne dispose il trasferimento all'estero, nel Regno Unito, per apprendere la lingua inglese e integrare la propria formazione. Takahashi rimase a lungo in Europa e il 1º dicembre 1924 fu informato della sua promozione a capitano di fregata. Il 1º agosto 1925 gli pervenne l'ordine di rientro e tornato in patria, dopo un periodo senza incarichi specifici, divenne vice-comandante dell'incrociatore leggero Tama il 20 febbraio 1926. Il 1º dicembre fu nuovamente riassegnato allo stato maggiore del Comando costruzioni navali, questa volta alla sezione 1 dell'Ufficio amministrazione: mantenne questa posizione per lungo tempo. Dopo due mesi trascorsi presso il distretto di Yokosuka (20 giugno-20 agosto 1929), ebbe il suo primo comando, ovvero l'incrociatore leggero Tenryu, che tuttavia esercitò solo per un breve periodo; difatti già il 1º novembre fu messo nel ruolo di attendente presso lo stato maggiore generale della marina e anche all'Ufficio Affari navali, branca del Ministero. L'11 novembre gli fu comunicato il nuovo incarico: attendente del plenipotenziario nipponico alla conferenza di Londra per la limitazione degli armamenti navali. Il 30 novembre fu altresì elevato al grado di capitano di vascello.

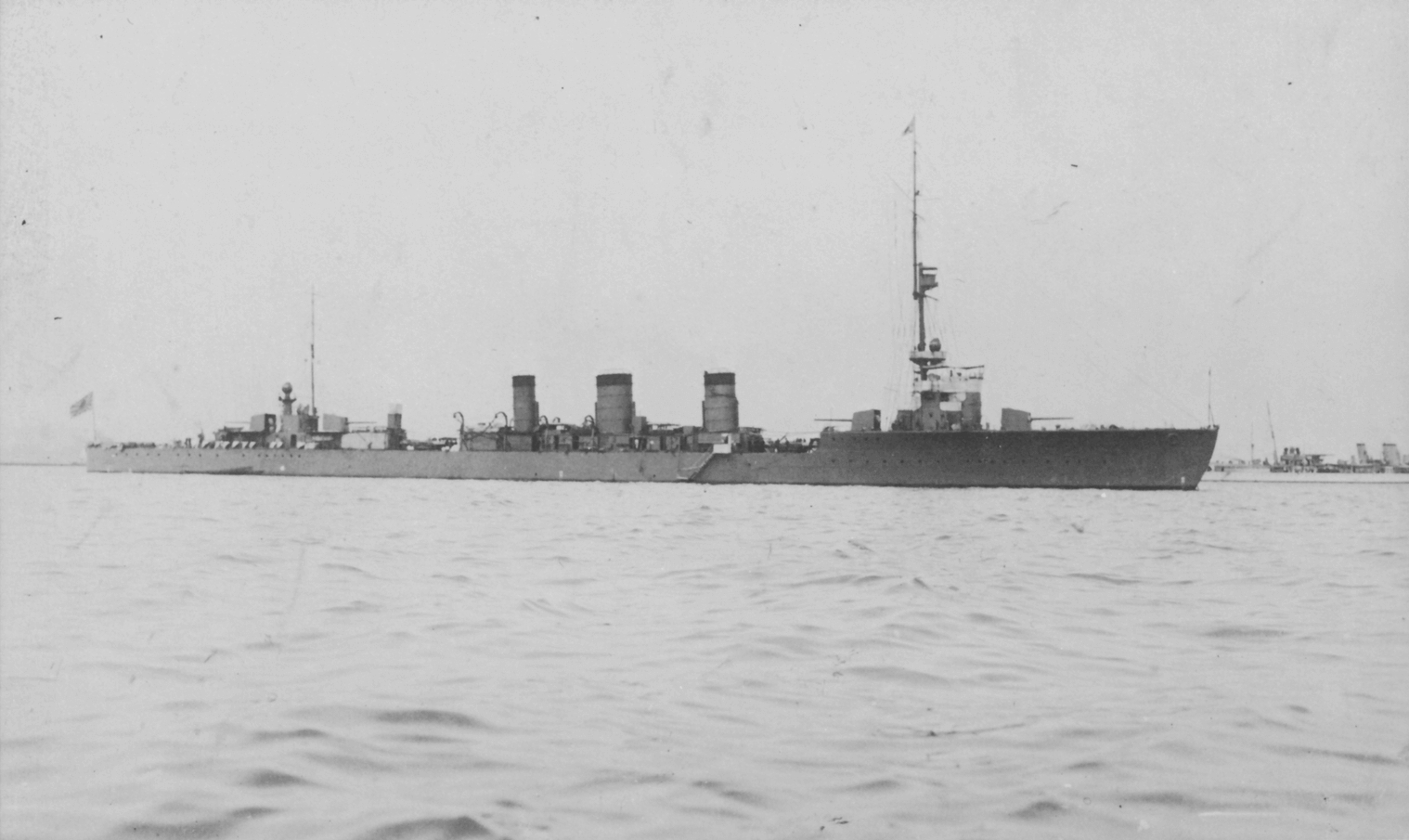
L'incrociatore leggero Tenryu, prima unità navale comandata da Takahashi

Rimpatriato nel 1930, Takahashi divenne aiutante presso il Ministero della marina il 1º dicembre e vi lavorò per quasi due anni; dal 1º dicembre 1932 assunse il comando dell'incrociatore pesante Atago, quindi dal 15 novembre 1933 ebbe ai suoi ordini la nave da battaglia Kirishima. Ufficiale apprezzato, Takahashi sin dall'inizio del decennio divenne uno dei più accesi sostenitori del passaggio del controllo delle operazioni navali dal Ministero al capo dello stato maggiore generale: la proposta accolse sempre più consensi e il 25 settembre 1933 l'imperatore Hirohito firmò il decreto che autorizzò il trasferimento di potere. Il 15 novembre 1934 Takahashi tornò a disposizione dello stato maggiore generale e dell'Ufficio Affari navali, che il 1º marzo 1935 lo assegnarono al 3º Distretto navale (Sasebo) in qualità di capo di stato maggiore. Dal 31 ottobre fu nuovamente messo in attesa di incarichi presso lo stato maggiore generale, che il 15 novembre lo nominò contrammiraglio e capo dell'Ufficio N2 (una delle sue articolazioni amministrative) al posto del pari grado Mineichi Kōga: servì in questa veste per altri due anni. Il 15 novembre 1937 assunse il posto di capo di stato maggiore sia della Flotta Combinata, sia della 1ª Flotta, ruoli che gli dettero voce in capitolo sulla migliore strategia da adottare per la marina imperiale. Egli si convinse che la pianificazione e le energie dovevano essere rivolte verso il Sud-est asiatico, per assicurare al paese un congruo afflusso di materie prime (petrolio, rame, bauxite, caucciù). Ebbe modo di esporre la sua opinione nel dettaglio il 10 febbraio 1939.

### La seconda guerra mondiale
Il 15 novembre 1939 Takahashi lasciò i posti alla testa della Flotta combinata (passato al viceammiraglio Shigeru Fukudome) e della 1ª Flotta e, promosso lui stesso a viceammiraglio, fu trasferito al posto di comandante in capo del Distretto di guardia di Mako, responsabile della sicurezza delle acque attorno all'Isola di Formosa. Verso la fine del 1940, Takahashi soppesò la possibilità di rassegnare le dimissioni dalla marina, ma il 27 febbraio 1941 fu richiamato con urgenza dallo stato maggiore, che il 10 aprile lo pose al comando della 3ª Flotta. L'Impero giapponese infatti, stava conducendo delicate trattative con gli Stati Uniti d'America per trovare un accomodamento che soddisfacesse entrambi riguardo alla questione del conflitto in Cina, nonché quella relativa alla vendita di petrolio e rottami metallici, sospesa dagli americani nell'estate 1939. Le forze armate, al contempo, si dedicarono a pianificare un'espansione rapida nel Sud-est asiatico e nel Pacifico; si tennero numerose esercitazioni e, in quella del 2 settembre 1941, che collaudò il piano di attacco a Pearl Harbor, Takahashi interpretò la Flotta del Pacifico statunitense e riuscì ad "affondare" due delle portaerei del viceammiraglio Chūichi Nagumo. Ciononostante il piano fu adottato, mettendo a tacere i dubbi suoi e di altri ufficiali.
Dopo la buona riuscita dell'attacco a sorpresa su Pearl Harbor, Takahashi supportò le operazioni nelle Filippine, iniziate l'8 dicembre: per questo compito la 3ª Flotta disponeva della 2ª e 4ª Squadriglia cacciatorpediniere, affiancati dalla 5ª e 7ª Divisione incrociatori. Operando sotto la direzione generale del viceammiraglio Nobutake Kondō (che comandava la "Flotta del Sud" - 2ª e 3ª Flotta più altre formazioni minori), Takahashi condusse riusciti sbarchi nel Golfo di Lingayen, Aparri e Vigan su Luzon e di facile esecuzione furono anche gli assalti anfibi a Legaspi e su Mindanao (10-22 dicembre). Una volta che Manila fu presa dalle truppe imperiali il 2 gennaio 1942, Takahashi si portò come da piano a sud, nella porzione orientale delle Indie olandesi, e suddivise la 3ª Flotta in due tronconi: quello più a est fu coinvolto nella cattura di posizioni strategiche a Celebes e delle Molucche (Kendari, Menado, Makassar), mentre l'altro condusse la campagna del Borneo olandese. Entrambe furono concluse entro il 24 febbraio con poche perdite, quindi Takahashi riunì le sue forze e fece rotta su Giava, costituendo il braccio orientale dell'attacco finale all'isola. Le forze di scorta al convoglio di 56 navi trasporto, guidate dai contrammiragli Takeo Takagi e Shōji Nishimura, sconfissero la flotta ABDA del contrammiraglio Karel Doorman nella battaglia del Mare di Giava (27 febbraio 1942) e poi nella seconda battaglia del Mare di Giava (1º marzo), quindi appoggiarono gli sbarchi sull'isola che incontrarono una resistenza modesta.
Il 10 marzo, il giorno successivo alla resa olandese, la 3ª Flotta fu rinominata 2ª Flotta di Spedizione del Sud mentre si trovava a Soerabaja. Takahashi ne mantenne il comando, anche dopo che il 10 aprile fu scelto come comandante della nuova Flotta dell'Area sud-occidentale, responsabile della difesa di Malaysia, Singapore, Filippine e Indie olandesi. In questa duplice veste, Takahashi rimase al margine dei successivi, determinanti avvenimenti sul fronte del Pacifico. Il 15 settembre 1942 fu richiamato in patria e messo a disposizione dello stato maggiore della marina, che il 10 ottobre lo mise a capo del 2º Distretto navale (Kure). Il 21 giugno 1943 ritornò allo stato maggiore generale e non ebbe più incarichi specifici; il 15 dicembre 1944 fu inserito nella lista degli ufficiali a riposo ma già cinque giorni più tardi rassegnò le proprie dimissioni dalla marina.

### Morte
Il 2 dicembre 1945, due mesi dopo la resa del Giappone agli Alleati, Takahashi fu arrestato come sospetto criminale di guerra. Non fu comunque processato per carenza di prove e fu rilasciato. Ritiratosi a vita privata, Ibō Takahashi morì il 18 marzo 1947 all'età di 58 anni.

## Onorificenze
Dati tratti da: